# Антонов, Геннадий Алексеевич
Геннадий Алексеевич Антонов (род. 1 ноября 1949, Поярково, Амурская область) — российский политический деятель. Член Совета Федерации Федерального Собрания Российской Федерации от Еврейской автономной области (1994—1996), вице-губернатор Еврейской автономной области (2000—2015).

## Биография
Геннадий Антонов родился 1 ноября 1949 года в селе Поярково Михайловского района Амурской области. Окончил Благовещенский сельскохозяйственный институт. Трудовую деятельность начал в 1971 году, в ходе чего работал преподавателем в Благовещенском сельскохозяйственном институте, на производственном объединении «Дальсельмаш». В 1986—1992 годах — заместитель начальника главного специализированного конструкторского бюро по научной работе.
В 1992—1994 годах — заместитель председателя областного Совета народных депутатов Еврейской автономной области.
В 1994—2000 годах — начальник контрольного управления администрации Еврейской автономной области, первый заместитель главы администрации Еврейской автономной области.
В декабре 1993 года Антонов был избран членом образованного Совета Федерации Федерального собрания по Биробиджанскому двухмандатному избирательному округу № 79, от Социалистической партии трудящихся. На выборах занял второе место, набрав 30,16 % голосов, уступив действующему главе администрации Еврейской автономной области Николаю Волкову. С февраля 1994 года — член Комитета СФ по бюджету, финансовому, валютному и кредитному регулированию, денежной эмиссии, налоговой политике и таможенному регулированию. Входил в состав оппозиционного депутатского объединения «Конструктивное сотрудничество».
С 2000 по сентябрь 2015 года — вице-губернатор ЕАО. С начала октября 2015 года был советником мэра Биробиджана, ушёл в отставку в июле 2016 года. С августа 2016 года возглавил абонентский отдел муниципального предприятия «Водоканал» Биробиджана.